# Spalier

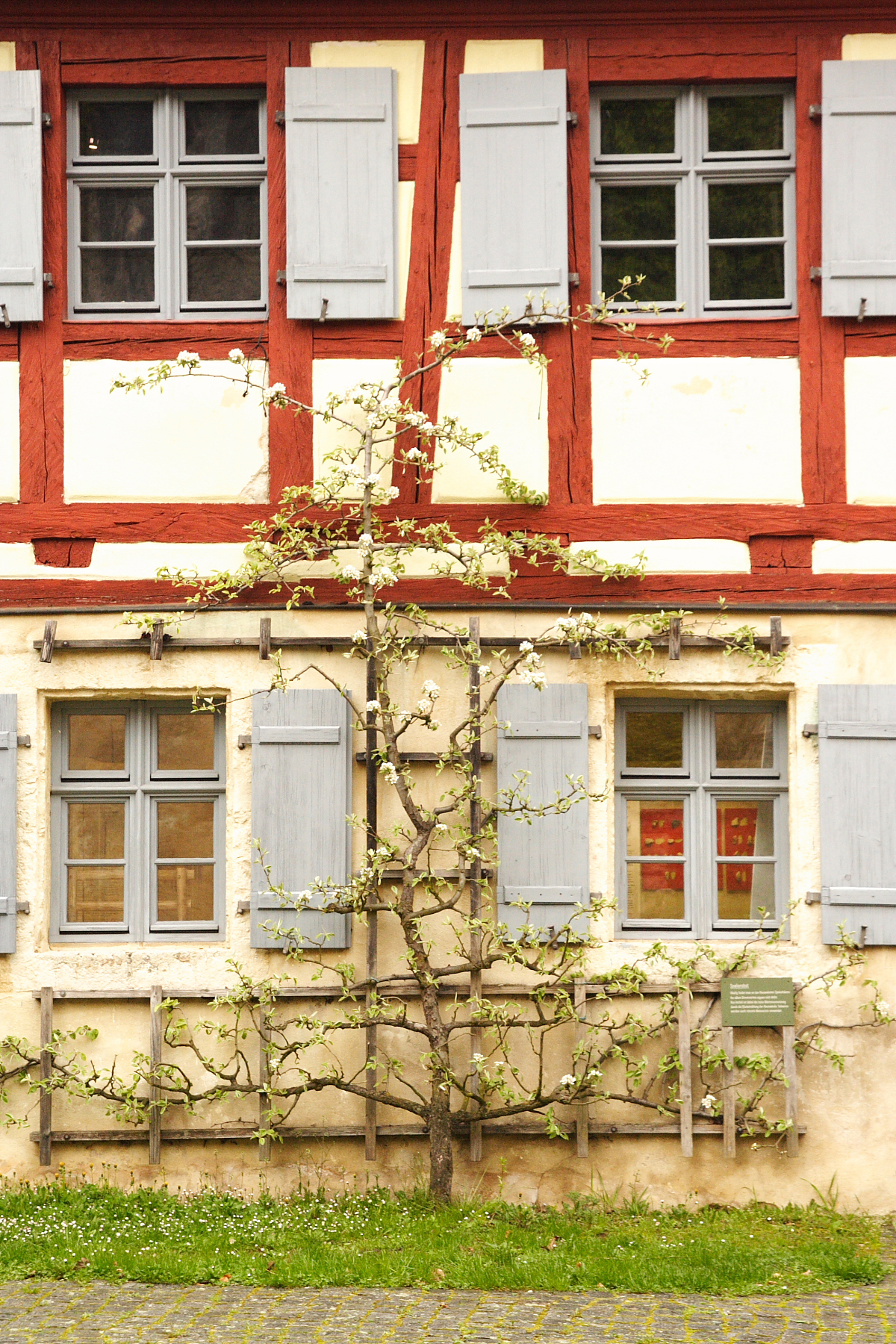
Spalierobst an einer Hauswand

Ein Spalier (französisch espalier, vgl. evtl. italienisch: spalla = Stütze, Schulter) ist eine meist gitterartige Konstruktion, an der traditionell Nutzpflanzen (Obstbaumtriebe, Weinreben) befestigt und in eine gewünschte Wuchsform gebracht werden können. In der Unterscheidung zu einer Kletterhilfe bzw. einem Rankgerüst, an denen Kletterpflanzen eigenständig emporwachsen, werden an einem Spalier verschiedene nicht kletternde Pflanzen bzw. ihre Triebe regelmäßig angebunden. Spaliere werden ebenso für Zierpflanzen (z. B. Rosen) oder auch ganz ohne Pflanzen (als reines Ornament) verwendet.
Ein Spalier kann an einer Hauswand angebracht sein oder als freistehende Konstruktion errichtet werden. Spaliere können aus Holz, Metall, Draht oder Faserverbundwerkstoffen, z. B. glasfaserverstärktem Kunststoff gebaut werden.
Ein freistehendes Spalier wird auch als Pergola bezeichnet.

## Geschichte
Unter Spalier (frz. espalier) verstand man im Gartenbau ursprünglich die Kulturform des Spalierobstes, auch Obsthecke (palissade) genannt. Sie entstand Ende des 16. Jahrhunderts in Frankreich. Die Obsthecke konnte an einer Wand oder frei stehen. Im letzteren Fall sprach man von contrespalier. Man verwendete im 16. Jahrhundert noch keine hölzernen Gerüste, sondern hielt die Obsthecken nur äußerlich in Form und band sie notdürftig an der Wand fest. Der Begriff espalier (Spalier) hatte ursprünglich nichts mit Lattengerüsten zu tun. Es gab auch noch keine besondere Schnitt-Technik. Die Gehölze wuchsen innerhalb der Hecke weitgehend frei.
In der Mitte des 17. Jahrhunderts kam in Frankreich Spalierobst en eventail auf. Das bedeutet, dass die Bäume in eine bestimmte, fächerförmige Form geleitet wurden.
Mitte des 18. Jahrhunderts leitete René Schabol die Aufmerksamkeit auf eine in Montreuil neu entwickelte Spalierbaumform, bei der wie beim Zwergbaum der Leittrieb entfernt wurde und ihm nur zwei etwa im 45-Grad-Winkel aufstrebende Äste belassen wurden, von denen die Zweige ungefähr senkrecht und waagerecht abgingen. Diese Form – auch Palmette à la Montreuil oder palmette quarrée genannt – wirkte geometrischer als die bisherigen. Sie war wie der Fächer eigentlich für den Pfirsich entwickelt worden, eignete sich aber noch viel besser für Birnen- und Apfelbäume.
Spalierbäume mit exakt in die Senkrechte und in die Waagerechte geleiteten Ästen (palmette à cordon horizontal) tauchen zuerst im 18. Jahrhundert in den Niederlanden und in England auf. Diese aufwändigere Form des Spalierobstes ermöglichte die Verwendung starkwüchsiger Birnensorten, die auf diese Weise wohl zehn laufende Meter einer Mauer einnehmen konnten. Angeblich gewährleistete nur sie die gleichmäßige Verteilung des Saftes am Spalier.
Im 19. Jahrhundert entstanden viele weitere Spalierobstformen, darunter:
- Die Armleuchter-Palmette (palmette-candelabre) mit senkrechten Ästen, die von einem tief stehenden waagerechten Ast abgehen
- U-Formen (cordon vertical)
- U-Palmetten, bei denen der Baum in ein bis vier U-Formen geteilt wird, die nebeneinander gereiht sind
- Die Verrier-Palmette mit konzentrischen U-Formen abnehmender Größe, benannt nach Louis Verrier, einem Gartenbaulehrer, der sie um 1850 entwickelte
- Die Palmette mit schrägen Ästen (palmette à branches obliques) und
- Schräger Cordon (cordon obliques)

## Konstruktionsformen

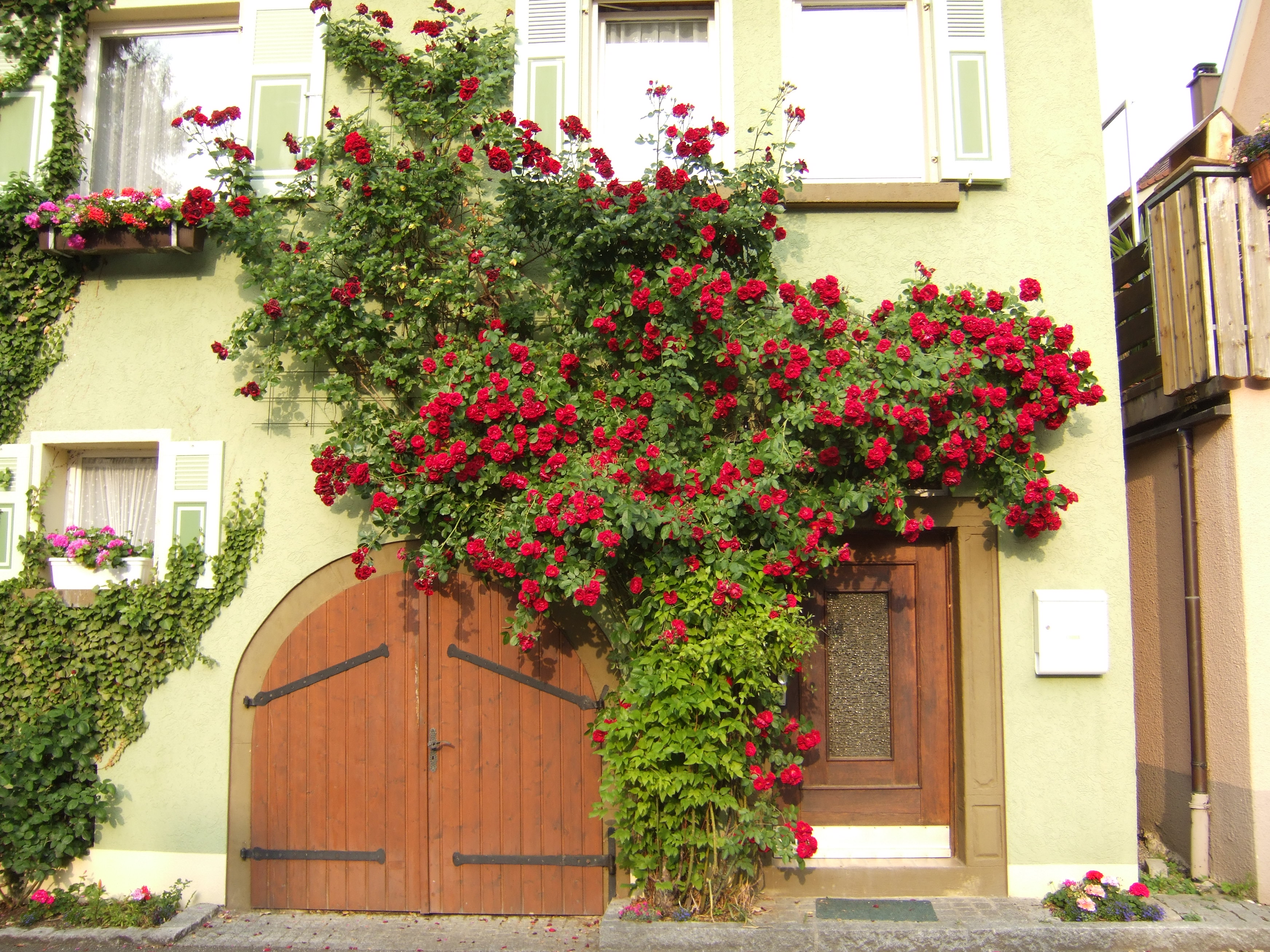
Rosenspalier an einer Hausmauer

Das Latten- und Drahtwerk, woran Rebstöcke und Obstbäume in die Breite gezogen und mit den Ästen und Zweigen angebunden werden, kann vorzugsweise an Mauern oder Hauswänden angebracht werden, die nach Süden ausgerichtet sind. Für das tragende Gerüst werden spezielle Pfosten aus Holz verwendet, die im Weinbau auch als Stickel bezeichnet werden. An dem Spalier wird mit Drahthaken ein plastifizierter oder ein einfacher verzinkter Eisendraht befestigt, der über einen Spannstickel am Zeilenanfang und am Zeilenende eines Spaliers und einen Stabanker straff gespannt wird. Das Nachspannen erfolgt über ein Spannschloss bzw. mittels speziellen Heftketten. Die Zuglast kann je nach Nutzpflanze, Erziehungsform und Zeilenlänge auf den verwendeten Draht und die Stickel sehr groß werden. An besonders belasteten Stellen im Spalier können deshalb Querhölzer zwischen den Stickeln so angebracht werden, dass die Zugspannung in den Boden abgeführt wird. Am Spannstickel, der die größte Zuglast zu tragen hat, empfiehlt sich neben dem Stabanker außerdem die Verwendung eines Keilholzes, das die Kräfte über die zwei folgenden Stammstickel gleichmäßig in den Boden ableitet.

## Anwendung

### Obstbau

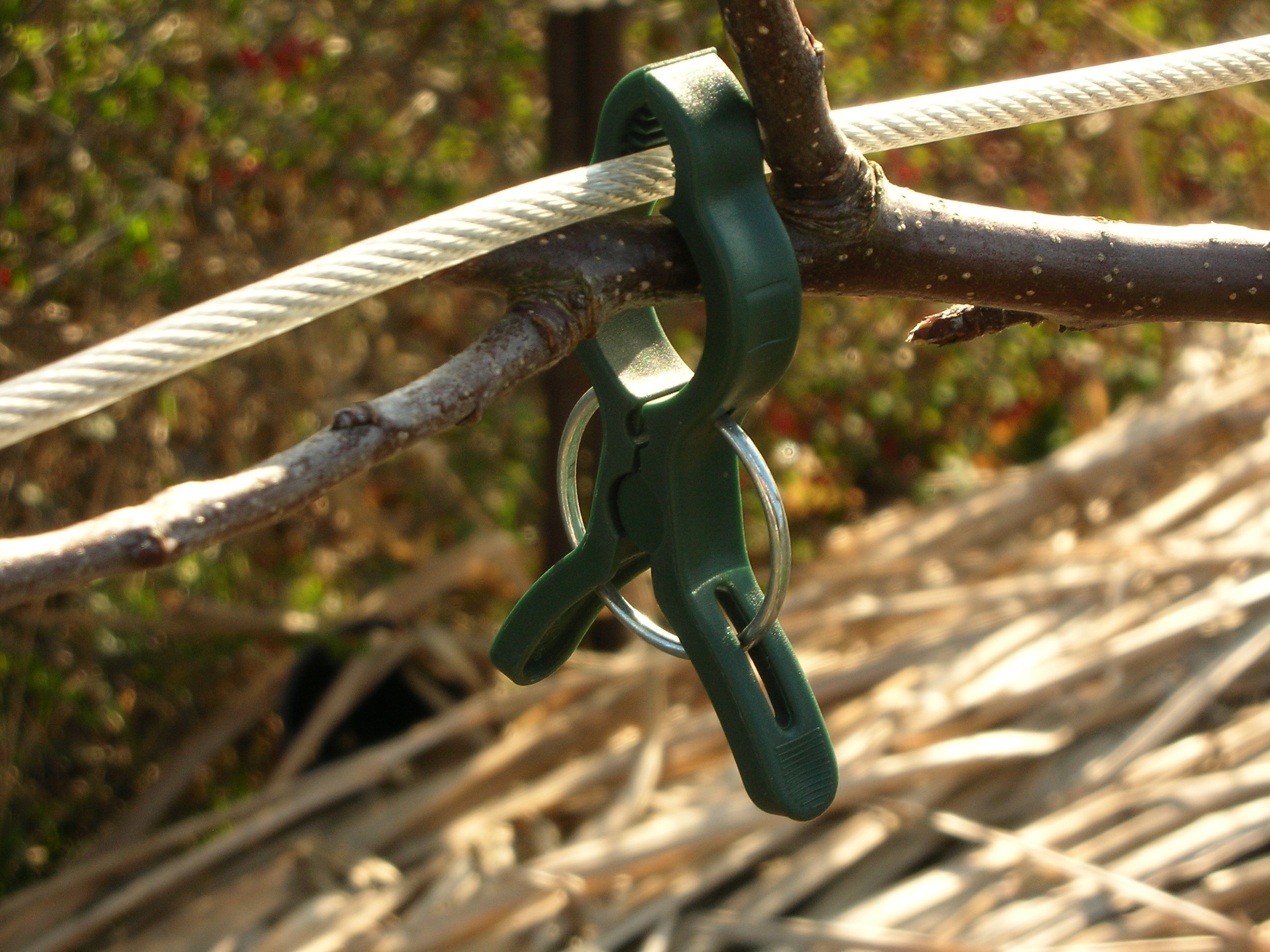
Bindeklammer zum Befestigen von Zweigen an einem vor der Fassade gespannten Stahlseil

Früher war es weit verbreitet, Obstbäume an nach Süden gerichteten Hausfassaden oder Mauern an Spalieren zu ziehen. Die Wände heizen sich durch die Sonnenstrahlen auf und geben die Wärme bis in die Nachtstunden hinein wieder ab, so dass sich auch in Nordeuropa wärmebedürftige Obstbäume wie Aprikose und Pfirsich anpflanzen lassen.
Heute ist es im gewerblichen Obstbau üblich, die Bäume als Spalierobst in geradlinigen Reihen zu ziehen, um Maschinen zum Beschnitt und zur Ernte einsetzen zu können. Die Leitäste werden dabei waagerecht entlang von gespannten Seilen geführt. Die Erntemaschinen fahren durch die Reihen des Spalierobstes. Hochbeinige Maschinen fahren über die Reihen und beschneiden diese an drei Seiten gleichzeitig. Durch die breiten Lesegassen ist der Boden weniger verschattet als etwa bei Streuobstwiesen. Die erhöhte Austrocknung des Bodens erfordert häufig eine künstliche Bewässerung und kann die Erosionsneigung erhöhen.

### Weinbau

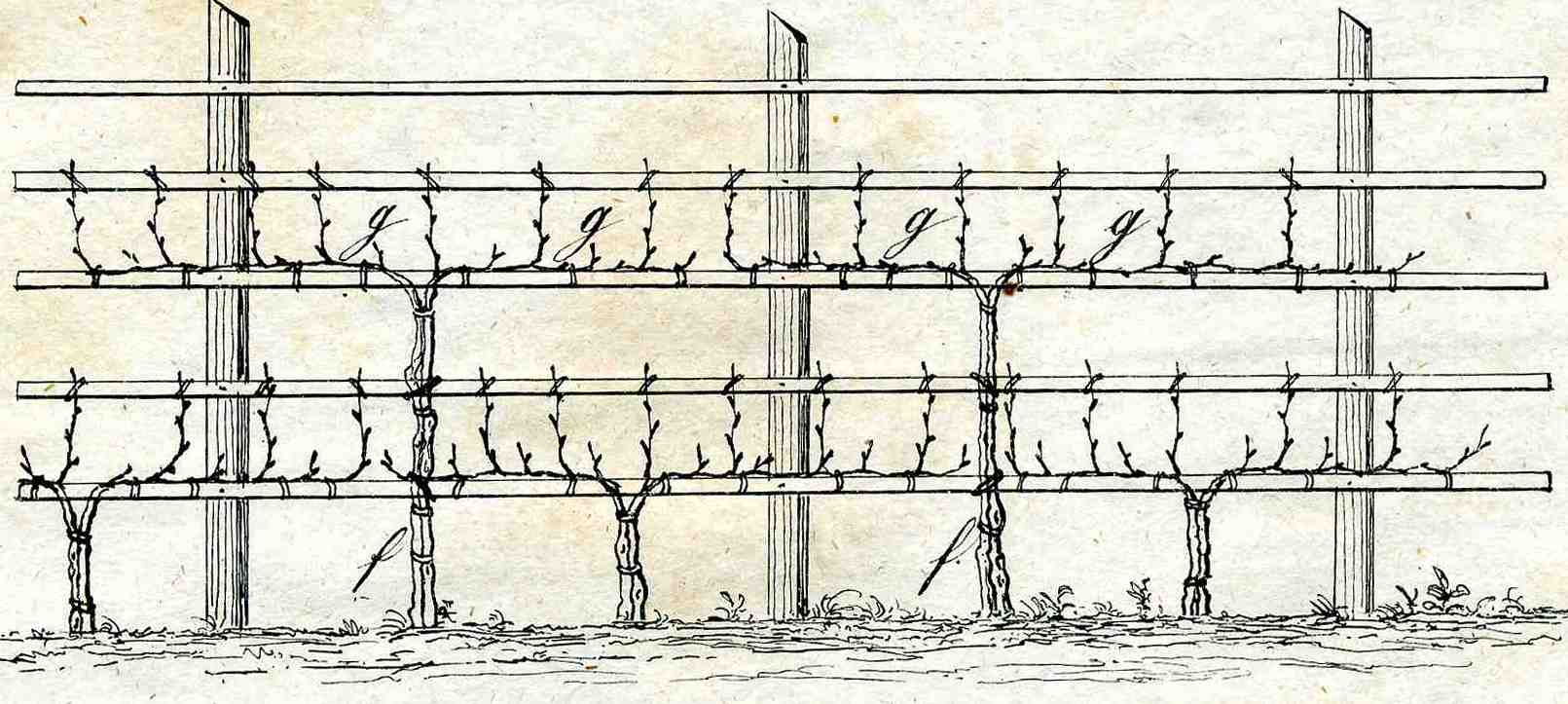
Etagenerziehung mit Reben auf Holzlatten- historische Abbildung.
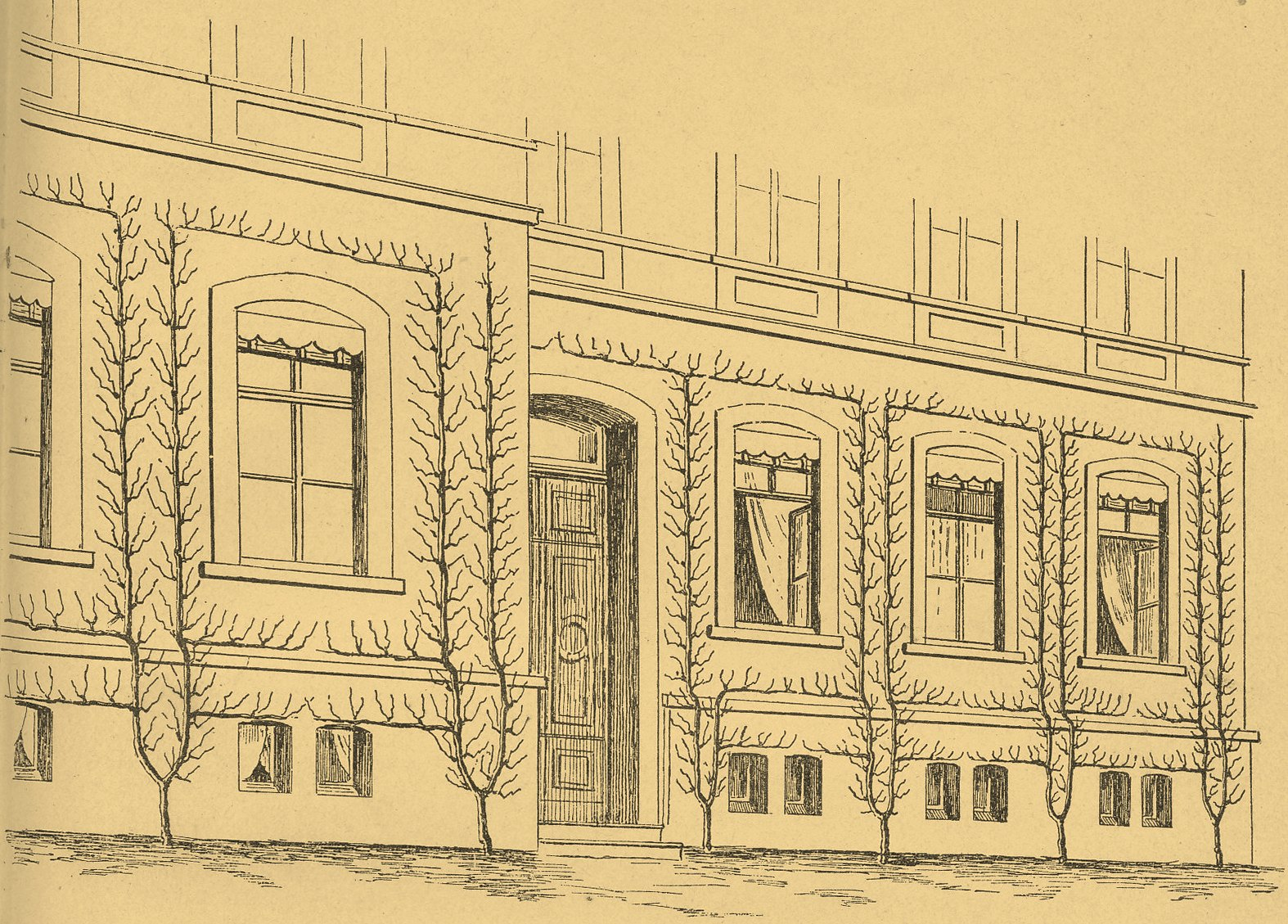
Spalierreben an der Südfront der Lehranstalt in Geisenheim/R. – historische Abbildung.
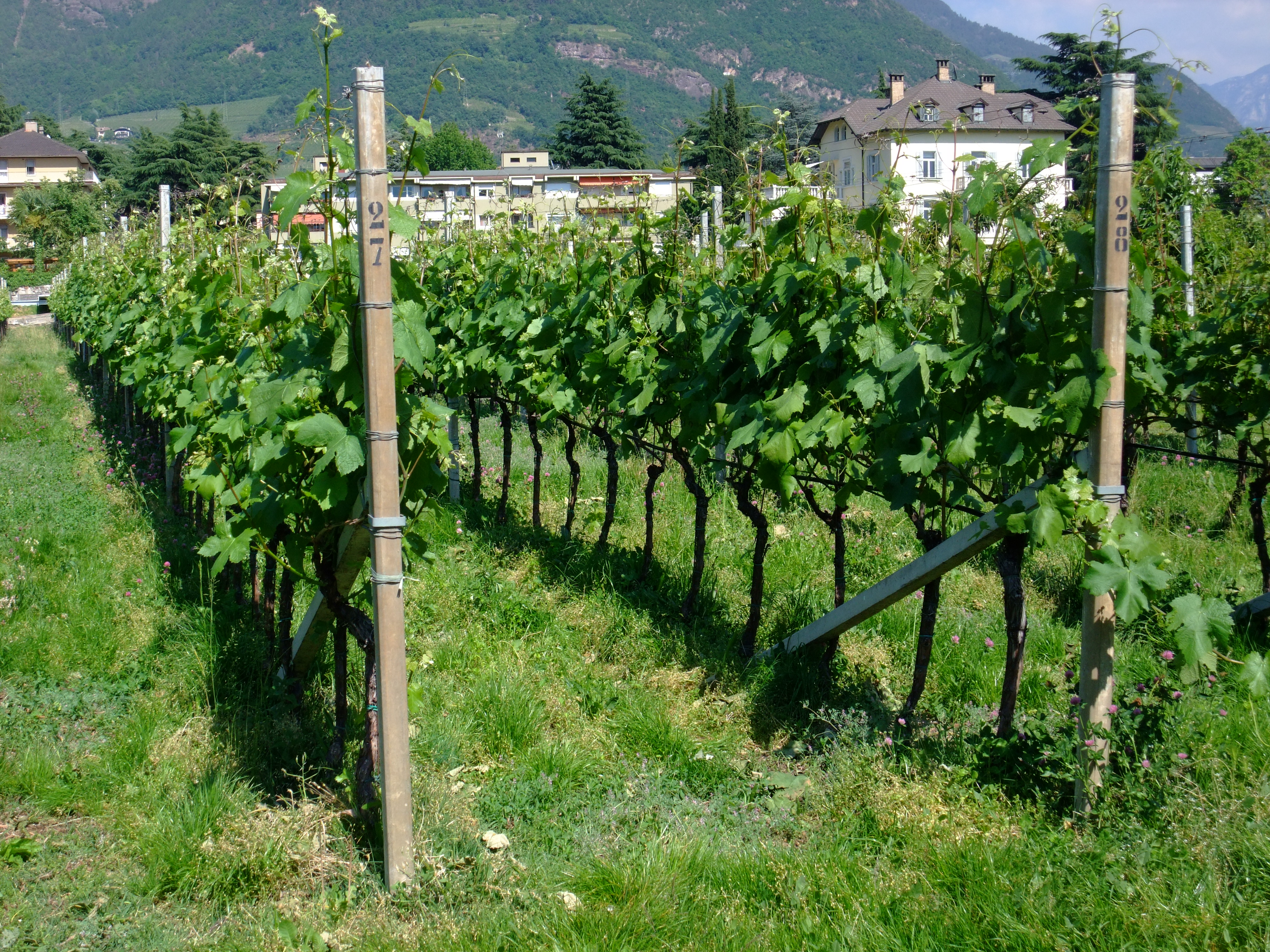
Weingarten mit Spaliererziehung in Südtirol.

## Andere Bedeutungen

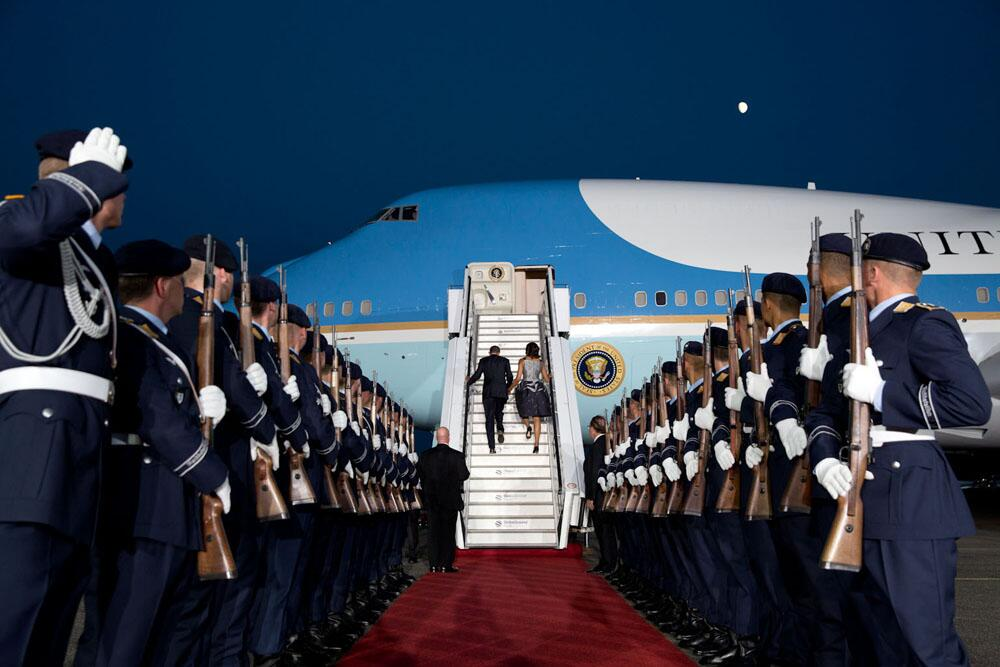
Das Wachbataillon beim Bundesministerium der Verteidigung steht zu Ehren von Barack Obama zum Abschied von seinem Berlin-Besuch im Jahr 2013 Spalier.

Als Spalier bezeichnet man auch die Aufstellung von Truppen oder Personen in Reihen zu beiden Seiten einer Strecke. Eine solche Gasse aus zwei Reihen stehender Personen und/oder von berittenen Tieren (Spalier stehen) wird zur Ehrerbietung an besondere Personen oder bei besonderen Anlässen wie Hochzeiten, Taufen oder Todesfällen gebildet sowie zur Bestrafung (Spießrutenlaufen).
Die Spalierwuchs genannte Wuchsform bestimmter Alpenpflanzen wurde ebenfalls von dieser Struktur abgeleitet.
In der Gastronomieküche bezeichnet Spalier eine essbare Gewürz- oder Geschmacksdekoration, welche als letztes herausragend auf der Speise drapiert wird.